# 圣塞巴斯蒂昂-达格拉马
圣塞巴斯蒂昂-达格拉马是巴西圣保罗州的一个市镇。总面积252.181平方公里，总人口12930人，人口密度51.3人/平方公里。